# ꜰ
Cette page contient des caractères spéciaux ou non latins. S’ils s’affichent mal (▯, ?, etc.), consultez la page d’aide Unicode.
ꜰ, appelé petite capitale F, est une lettre additionnelle de l’écriture latine qui a été utilisée dans l’alphabet phonétique international et dans le Premier traité grammatical islandais au Moyen Âge.

## Utilisation
Au Moyen Âge, l’auteur du Premier traité grammatical islandais a utilisé ‹ ꜰ › pour transcrire le f géminé.
Junius Henderson et John Peabody Harrington (en), ainsi que Wilfred William Robbins, John Peabody Harrington et Barbara Freire-Marreco utilisent la petite capitale f ‹ ꜰ › dans la transcription du tewa dans des ouvrages ethnobotaniques et ethnozoologiques publiés en 1914 et 1916.
De ses débuts jusqu’à 1926, l’alphabet phonétique international utilise ‹ ꜰ › pour représenter une consonne fricative bilabiale sourde, notée [ɸ] à la suite de la Conférence de Copenhague de 1925.
En 1947, Morris Swadesh utilise la petite capitale f ‹ ꜰ › pour transcrire phonétiquement une consonne spirante bilabiale du zapotèque d’Ixtlán.

## Représentations informatiques
La petite capitale F peut être représentée avec les caractères Unicode (Latin étendu D) suivants :
| formes    | représentations | chaînes de caractères | points de code | descriptions                              |
| --------- | --------------- | --------------------- | -------------- | ----------------------------------------- |
| minuscule | ꜰ               | ꜰ                     | U+A730         | lettre minuscule latine petite capitale f |